# Gloria Gabriel
Gloria Gabriel (* 1971 in Kehl als Gloria Oppermann, initial unter Geburtsnamen bekannt geworden, spätere Bezeichnungen daher auch Gloria Oppermann-Gabriel bzw. Gloria Gabriel-Oppermann) ist eine deutsche Sängerin christlicher Popmusik.

## Leben
Gloria Gabriel wurde 1971 als letztes von vier Kindern des deutschen Evangelisten Johannes Oppermann und seiner Ehefrau, der Kanadierin Annie Marie, geboren.
Gloria machte eine sozialpädagogische Ausbildung und studierte dann Musik am Europäischen Bibelseminar, heute: Europäisches Theologisches Seminar, in Rudersberg. Im Gesangsduo Johnny & Gloria erschien 1988 ihr erstes Album unter dem Titel Ein neuer Tag im Verlag Hans-Rudolf Hintermann.
1998 erschien unter dem damaligen Label Schulte & Gerth ihr Solo-Debüt Atemholen, produziert von Klaus Heizmann, noch unter dem Namen Gloria Oppermann. Im selben Jahr heiratete sie den Diplom-Ingenieur Wilhelm Gabriel und trat nachher bis zur Veröffentlichung ihres zweiten Solo-Albums mit Doppelnamen in unterschiedlicher Kombination (Oppermann-Gabriel / Gabriel-Oppermann) auf. Im Jahr 2000 folgte zunächst ein weihnachtliches Kollaborationsprojekt mit Querflötistin Heike Wetzel und Pianist Wolfgang Zerbin unter dem Titel Dem Licht entgegen. Ihr zweites Studioalbum Precious Pearl erschien 2001, produziert von Wolfgang Zerbin.
Die freiberufliche Sängerin hat neben ihrer Unterrichtstätigkeit  bei  Projekten wie Lebendige Psalmen und Lieder zum Leben christlicher Produzenten wie Jochen Rieger und Klaus Heizmann mitgewirkt.

## Diskografie
- Ein neuer Tag, 1988 Verlag Hans-Rudolf Hintermann als Duo Johnny & Gloria
- Atemholen, 1998 Gerth Medien
- Dem Licht entgegen, 2000 Gerth Medien in Kollaboration mit Heike Wetzel und Wolfgang Zerbin
- Precious Pearl, 2001 Gerth Medien